# Federico Mattiello
Federico Mattiello (Lucca, Provincia de Lucca, Italia, 14 de julio de 1995) es un futbolista italiano. Juega de centrocampista y su equipo es la UCD Cuoiopelli de la Eccellenza.

## Selección nacional
Ha sido internacional con la selección de fútbol de Italia en las categorías sub-16, sub-17 y sub-20.

## Clubes
| Club                            | País         | Año       |
| ------------------------------- | ------------ | --------- |
| Juventus F. C.                  | Italia       | 2014-2018 |
| A. C. ChievoVerona (cedido)     | Italia       | 2015-2016 |
| S. P. A. L. 2013 (cedido)       | Italia       | 2017-2018 |
| Atalanta B. C.                  | Italia       | 2018-2022 |
| S. P. A. L. 2013 (cedido)       | Italia       | 2018      |
| Bologna F. C. 1909 (cedido)     | Italia       | 2018-2019 |
| Cagliari Calcio (cedido)        | Italia       | 2019-2020 |
| Spezia Calcio (cedido)          | Italia       | 2020-2021 |
| U. S. Alessandria 1912 (cedido) | Italia       | 2022      |
| Go Ahead Eagles                 | Países Bajos | 2022-2023 |
| UCD Cuoiopelli                  | Italia       | 2024-     |

## Palmarés

### Campeonatos nacionales
| Título      | Club           | País   | Año     |
| ----------- | -------------- | ------ | ------- |
| Copa Italia | Juventus F. C. | Italia | 2016-17 |
| Serie A     | Juventus F. C. | Italia | 2016-17 |